# KK Kožuv Gevgelija
Der Košarkaški klub Kožuv (mazedonisch кошаркарски клуб Кожув, Basketball-Klub Kožuv) ist ein Basketballverein aus Gevgelija in Nordmazedonien. Die Herrenmannschaft wurde ursprünglich 1955 gegründet, erreichte aber erst nach der Unabhängigkeit Mazedoniens in jüngerer Zeit erste Erfolge. So wurde man 2013 mazedonischer Vizemeister, erreichte 2015 das nationale Pokalfinale und in der supranationalen Balkan League zweimal das Halbfinale 2015 sowie 2016.

## Geschichte
Die Mannschaft wurde bereits 1995 gegründet und erhielt den Namen eines nahegelegenen Gebirgszuges an der Grenze zu Griechenland. Bis zur Unabhängigkeit Mazedoniens sind keine nennenswerte Erfolge bekannt. Anschließend waren im Südosten Mazedoniens Mannschaften aus Strumica führend, die 2007 schließlich auch die erste Meisterschaft in die Region holten. Dem KK Kožuv gelang erst 2011 der Aufstieg in die Prva Liga Mazedoniens, der er seitdem ständig angehört. In der ersten Saison konnte die Mannschaft aus der Grenzstadt den Klassenerhalt knapp vor dem regionalen Rivalen ABA Strumica erreichen. Bereits in der zweiten Saison zog die Mannschaft in die Finalserie um die Meisterschaft 2013 ein, in der man jedoch Titelverteidiger MZT Aerodrom aus der Hauptstadt Skopje glatt in vier Spielen unterlag. Nachdem man in der folgenden Saison im Halbfinale 2014 knapp den erneuten Finaleinzug verpasst hatte, gelang in der Meisterschaft vorerst kein Einzug mehr in die Play-offs der vier besten Mannschaften. In der Saison 2015/16 stieg sogar der Lokalkonkurrent KK Best in die höchste Spielklasse auf, in der dieser aber sieglos blieb und gleich wieder abstieg. 
Im nationalen Pokalwettbewerb reichte es für den KK Kožuv 2015 zum Finaleinzug, als man Rekordmeister KK Rabotnički Skopje unterlag. Seit der zweiten Erstliga-Saison 2012 nimmt die Mannschaft aus der Grenzstadt auch an der supranationalen Balkan League teil, der man seitdem beständig angehört. Nach zwei eher mäßig erfolgreichen Teilnahmen blieb man in der Vorrunde 2014/15 ohne Niederlage und schaffte in der zweiten Gruppenphase die direkte Qualifikation für das Halbfinale, in dem man in Addition von Hin- und Rückspiel dem späteren Titelgewinner KB Sigal Prishtina unterlag. In der folgenden Saison der Balkan League unterlag die Mannschaft im Halbfinale 2016 dem KK Mornar Bar.

## Bekannte Spieler
| - Aleksandar Dimitrovski 2011/12 - Pero Blazevski 2012/13 - Miladin Peković 2012–15 - Dimitar Mirakovski 2013/14 - Uroš Luković 2014 - Aleksej Nešović seit 2014 - Ratko Varda 2015 |